# Detaily
Detaily (2011) je osmé řadové album české skupiny Vypsaná fiXa. Album obsahuje 12 písní.

## Seznam písní
1. Show pana Loba
2. Diskokaktus
3. Detaily
4. Bubetka
5. Mentální dávidlo
6. Bibi Balderis
7. Vše za 39
8. Schovaná
9. Nájemník
10. Lujza a Telma
11. Jizvy
12. Dohasnul